# 追憶のマーメイド
「追憶のマーメイド」（ついおくのマーメイド）は、1995年7月21日に発売されたTHE YELLOW MONKEY7枚目のシングル。発売元は日本コロムビア・トライアドレーベル。

## 概要
- 1995年2月にリリースされた4枚目のアルバム『smile』が初のTOP10入りを記録し、波に乗っている中でのリリースとなった。シングルとしては初のTOP20入りを果たし、14万枚を越えるスマッシュヒットを記録した。
- この曲で『ミュージックステーション』に初出演した。
- ライブでは前述の『ミュージックステーション』、NHKの番組『ポップジャム』TBS系列「CDTV」、同年に行われたロックフェスでの演奏、1995年の単独ライブを除き、1996年から2004年の解散に至るまで一度も披露されなかった（ファンサービスとして、2001年1月8日に行われた『メカラ ウロコ・8』のMCの合間にこの曲の1フレーズが歌われたことはあった）。再集結後の2017年12月28日に福岡ヤフオク!ドームで行われた『メカラ ウロコ・28』で約22年ぶりに披露された[1]。

## 制作背景
- 日本コロムビア在籍時にヒットを意識して制作し、リリースした作品の中で、唯一外部プロデューサーを立てた曲である。その背景として、当時バンドの登龍門と言われていたカメリアダイアモンドのタイアップでヒットを狙ったためである。「追憶のマーメイド」というタイトルもタイアップを意識して付けられた。結果的に狙い通りのタイアップを獲得することはできなかったが、前述の通りヒット作となった[2]。
- 歌詞が過激すぎるということでレコード会社からクレームがつき、歌詞を大幅に修正して発売された。修正前のバージョンは『MOTHER OF ALL THE BEST』の初回盤DISC3に収録されている。後に吉井は「今までで一番悩んで書いた歌詞は？」という質問にこの曲をあげ、「俺、ああいうのが一番ダメなんだよね。『smile』の曲から始まって、あれがピークだったね」と述懐している[3]。

## 収録曲
1. 追憶のマーメイド
（作詞・作曲：吉井和哉 / 編曲：THE YELLOW MONKEY in association with 松本晃彦）
テレビ朝日系『はなきんデータランド』エンディングテーマ。2013年に行われたファン投票で11位を獲得し、『イエモン-FAN'S BEST SELECTION-』に収録された。
2. アバンギャルドで行こうよ (Live Version)
（作詞・作曲：吉井和哉 / 編曲：THE YELLOW MONKEY）
2ndシングルのライブ音源。時間的制約からカップリング曲を製作することが難しかったため、1995年4月11日に行われた「TOUR '95 "LOVE COMMUNICATION"」の日本武道館公演から収録されており[4]、アウトロには次曲の「Romantist Taste」のイントロがわずかに入っている。
元々は前曲のおそそブギウギ(東京ブギウギの替え歌)を収録する予定であったが、権利の都合上本曲が収録されることになった[5]
3. 追憶のマーメイド (Instrumental)
（作曲：吉井和哉 / 編曲：THE YELLOW MONKEY）

## 収録作品
＃1
- 『FOUR SEASONS』（1995年11月1日）※アルバムバージョン
- 『TRIAD YEARS actII〜THE VERY BEST OF THE YELLOW MONKEY』（1997年4月19日）※アルバムバージョン
- 『TRIAD COMPLETE BOX』（1997年12月10日）※DISC5にはアルバムバージョン、DISC6にはシングルバージョン
- 『THE YELLOW MONKEY SINGLE COLLECTION』（1998年12月10日）
- 『MOTHER OF ALL THE BEST』（2004年12月8日）※初回盤DISC3、オリジナル歌詞バージョン
- 『イエモン-FAN'S BEST SELECTION-』（2013年7月31日）
- 『THE YELLOW MONKEY IS HERE. NEW BEST』（2017年5月21日）※セルフカバー
- 『Live Loud』(2021年2月3日)※ライブテイク

＃2
- 『TRIAD COMPLETE BOX』（1997年12月10日）